# St. Croix River (Maine-New Brunswick)

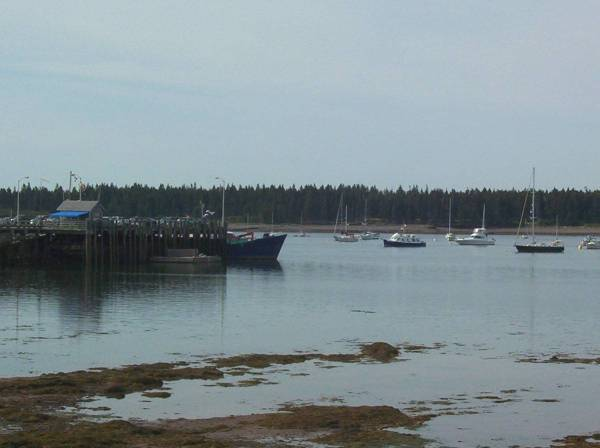
St. Croix River vid St. Andrews i New Brunswick.

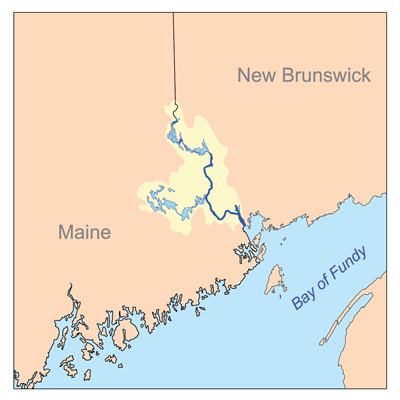
St. Croix River

Denna artikel handlar om St. Croix River i nordöstra USA. Se även St. Croix River (Wisconsin-Minnesota)
St. Croix River är en flod i nordöstra Nordamerika som mynnar i Fundybukten. Den bildar gräns mellan Maine i USA och New Brunswick i Kanada.

### Fotnoter
1. ↑  ”Saint Croix”. Nordisk familjebok. 26 februari 1916. https://runeberg.org/nfcd/0207.html. Läst 2 februari 2019.